# نظریه رژیم‌ها
نظریه رژیم‌ها (به انگلیسی: Regime Theory) نظریه‌ای در روابط بین‌الملل است که از سنت لیبرالی در روابط بین‌الملل مشتق شده که استدلال می‌کند نهادهای بین‌المللی یا رژیم‌ها بر رفتار دولت‌ها (و یا دیگر بازیگران بین‌المللی) تأثیرگذار است.
ثبات نظام بین‌المللی و تغییر آن هسته اصلی نظریه رژیم‌ها را تشکیل می‌دهد. رژیم‌های بین‌المللی اولاً توسط صاحبان قدرت ایجاد می‌شوند، اما به مرور زمان برای خود ایجاد رویه کرده و خود نیز در کنار دولت‌ها به عنوان بازیگر مطرح می‌شوند. دوما به عنوان مکانیزم‌های همکاری بین دولت‌ها ایجاد اعتماد و امنیت کرده و به ثبات نظام بین‌الملل کمک می‌کنند. سوماً رژیم‌ها به وسیله عوامل مختلف که مهم‌ترین آن‌ها قدرت است تغییر می‌کنند.

## پی‌نوشت‌ها
1. ↑  عسگر خانی، ابومحمد (۱۳۸۱) نظریه رژیم‌های بین‌الملل، مجله دانشکده حقوق و علوم سیاسی (دانشگاه تهران)، شماره ۵۷، پاییز ۱۳۸۱.